# Pierre-Ernest Abandzounou
Pierre-Ernest Abandzounou (Congo, 1940 - 3 de julho de 2018) foi um político congolês . 

## Carreira
Serviu no governo do Congo-Brazzaville, como Secretário de Estado para a Investigação Científica, de agosto de 2002 a janeiro de 2005 e, em seguida, foi Ministro de Investigação Científica de janeiro de 2005 a dezembro de 2007. Ele também foi Presidente do Comitê de Ação para o Progresso (PAC), de 2005 a 2011. De 2012 a 2018, ele foi embaixador da República do Congo no Chade e na Guiné Equatorial]].
Morreu em 3 de julho de 2018.